# Purpuricenopsis humeralis
Purpuricenopsis humeralis là một loài bọ cánh cứng trong họ Cerambycidae.